# Christoffel Bisschop
Pour les articles homonymes, voir Bisschop.

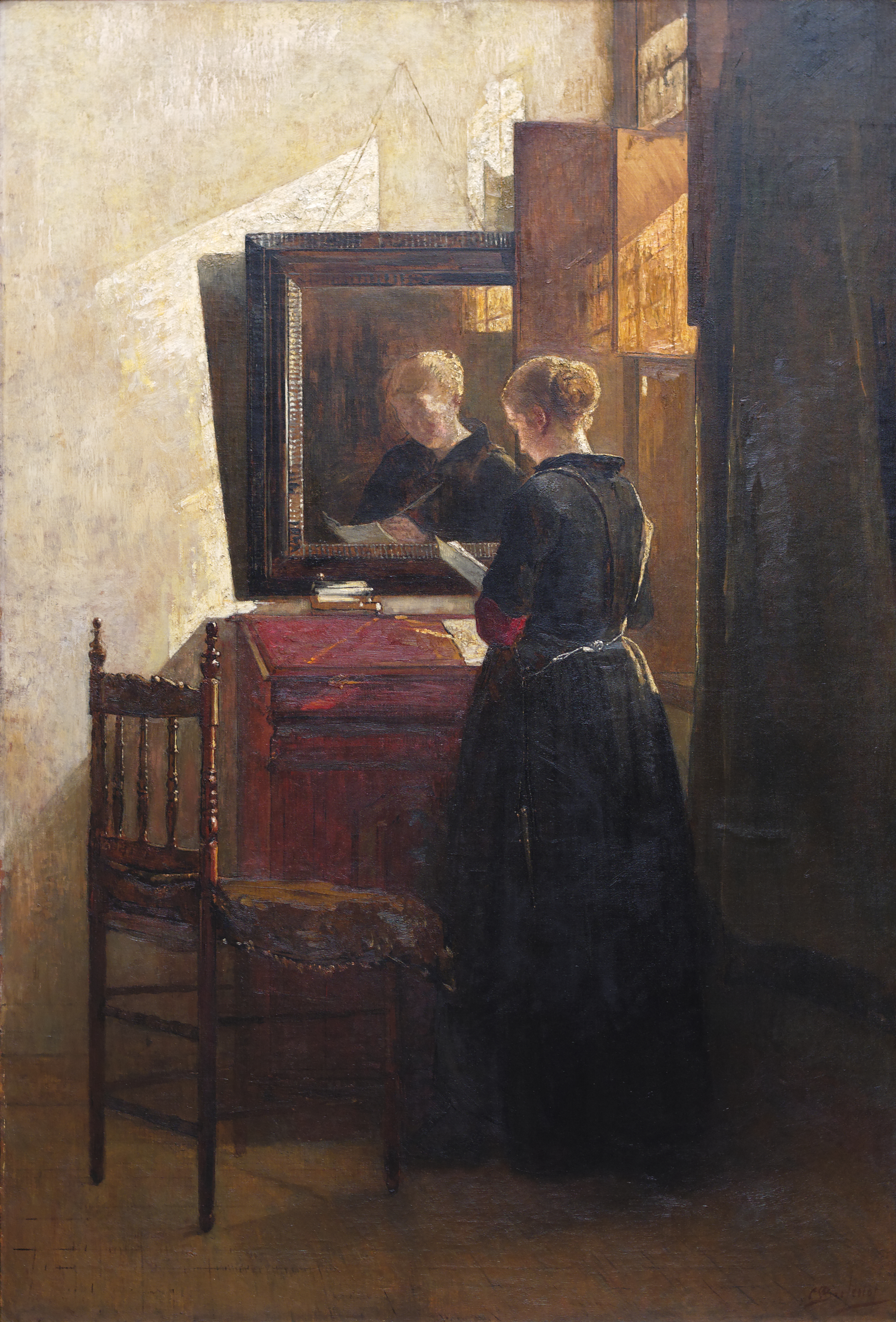
Soleil dans la maison et au cœur, c 1885-90. Neue Pinakothek, Munich

Christoffel Bisschop, né le 22 avril 1828 à Leeuwarden et mort le 5 octobre 1904 Scheveningen, est un peintre néerlandais spécialiste des portraits et scènes de genre.

## Biographie
Christoffel Bisschop étudie à la Koninklijke Academie van Beeldende Kunsten à La Haye.
Il épousa son élève Catherine Seaton Forman Swift connue sous le nom de Kate Bisschop-Swift.

## Distinction
- Chevalier de l'ordre de Léopold (3 novembre 1872)[1].